# Elas por Elas (phim truyền hình 1982)
Elas por Elas là một bộ phim truyền hình thuộc thể loại telenovela của Brasil được tạo ra bởi Cassiano Gabus Mendes. Bộ phim được trình chiếu trên Rede Globo từ ngày 10 tháng 5 đến ngày 26 tháng 11 năm 1982. Phim có sự tham gia của dàn diễn viên Eva Wilma, Sandra Bréa, Aracy Balabanian, Joana Fomm, Esther Goés, Mila Moreira và Maria Helena Dias.

## Diễn viên
- Luiz Gustavo vai Mário Cury "Mário Fofoca"
- Eva Wilma vai Márcia Furtado Lopes Pereira
- Sandra Bréa asWanda Lúcia Cury "Patinha"
- Joana Fomm vai Natália Cardoso
- Aracy Balabanian vai Helena Aranha Muniz
- Esther Góes [pt] vai Adriana Ferraz
- Maria Helena Dias [pt] vai Carmem Ferreira de Sousa
- Mila Moreira [pt] vai Marlene Rozelli
- Carlos Zara [pt] vai Jaime Muniz
- Reginaldo Faria vai René de Sousa
- Marco Nanini vai Décio
- Herson Capri vai Carlos Cardoso / Ivo de Camargo
- Cristina Pereira vai Ieda Furtado Lopes Pereira
- Christiane Torloni vai Cláudia
- Lauro Corona vai Gilberto Aranha Muniz "Gil"
- Tássia Camargo vai Míriam Ferraz
- Mário Lago vai Miguel Aranha
- Nathalia Timberg vai Eva
- Laerte Morrone [pt] vai Dr. Roberto
- Norma Blum vai Marieta
- Ivan Cândido [pt] vai Rubens de Sousa "Rubão"
- Felipe Carone [pt] vai Evilásio Cury
- Ana Ariel [pt] vai Raquel Cury
- Roberto Azevêdo vai Amoroso
- Thaís de Campos vai Cristina Furtado Lopes Pereira "Cris"
- Cássio Gabus Mendes vai Elton Ferreira de Sousa
- Maria Cristina Nunes [pt] vai Andressa
- Carlos Gregório [pt] vai João Cássio "Juca"
- Ana Helena Berenger [pt] vai Victória Ferreira de Sousa "Vic"
- André de Biase [pt] vai Ivan Furtado Lopes Pereira
- Carmem Monegal [pt] vai Maria
- Marcos Frota [pt] vai Otávio
- Heloísa Millet [pt] vai Suzane
- Lupe Gigliotti vai Wilma Rozelli
- Paulo Gonçalves vai Sílvio Rozelli